# IC 4622
IC 4622 је ознака објекта на координатама са ректансцензијом 16h 52m 8,3s и деклинацијом - 16° 14" 9'. Открио га је Делајл Стјуарт, 1899. године. Каснијим посматрањима на том положају није уочен никакав астрономски објекат.